# وزارة المساواة (إسبانيا)
وزارة المساواة (بالإسبانية: Ministerio de Igualdad)‏ هي إدارة في حكومة إسبانيا مسؤولة عن اقتراح وتنفيذ سياسة الحكومة بشأن المساواة، وحذف جميع أشكال التمييز حسب الجنس أو الأصل أو العرق أو ما إلى ذلك، والدين أو الإيديولوجية، والتوجه الجنسي، السن أو أي وضع شخصي أو اجتماعي آخر ومحو العنف الجنساني، فضلا عن السياسة الحكومية المتعلقة بالشباب. وكان ذلك في الفترة من 2008 إلى 2010 عندما اندمجت مع وزارة الصحة.
وكان الشخص الوحيد الذي يشغل منصب وزير المساواة هو بيبيانا أيدو، الذي أصبح فيما بعد أول وزير دولة للمساواة. وكان مقرها الرئيسي في مدريد.

## التاريخ
وقد أنشئت الوزارة في عام 2008 في الفترة الثانية من ولاية خوسيه لويس رودريغز ثاباتيرو من أجل تعزيز سياسات المساواة المنصوص عليها في قانون المساواة لعام 2007 وفي القانون الشامل لعام 2004 بشأن العنف ضد المرأة، فضلا عن تعزيز برامج معهد المراة ومعهد الشباب. وقد تولت الوزارة سلطات المساواة التي كانت في ذلك الوقت تابعة لوزارة العمل والشؤون الاجتماعية، التي أعيدت تسميتها إلى وزارة العمل والهجرة.
وقد اختار رئيس الوزراء بيبيانا أيدو لرئاسة هذه الوزارة الجديدة. وأصبحت أول شخص يتولى هذا المنصب في إسبانيا وأصغر شخص يتولى منصبا وزاريا في الديمقراطية.
وفي 20 أكتوبر/تشرين الأول 2010، دمج تعديل وزاري وزارة المساواة في وزارة الصحة (التي كان يرأسها ليير باجين)، وفي المقابل أنشئت أمانة الدولة للمساواة. وقبل آيسو عرض رئيس الوزراء بالاستمرار في صدارة سياسات المساواة بوصفه وزيراً للدولة.

## المخطط الهيكلي والأشخاص الرئيسيين
وأدمجت إدارة المساواة هيئتان رئيسيتان هما:
- الأمانة العامة للمساواة، المكلفة بإدارة الإدارة على أساس يومي. برئاسة كونسبسيون توكيرو بلازا (أبريل-أكتوبر 2008) وأنطونيو خوسيه هيدالجو لوبيز (2008-2010).
- الامانة الفنية العامة.
- نائب المديرية العامة لبرمجة وإدارة شؤون الاقتصاد والميزانية وشؤون الموظفين.
- الأمانة العامة لسياسات المساواة، وهي الهيئة الرئيسية المسؤولة عن تطوير صلاحيات الوزارة. برئاسة إيزابيل ماريا مارتينيس لوزانو (2008-2010).
- وفد الحكومة المعني بالعنف القائم على نوع الجنس.
- المديرية العامة للمساواة في العمل.
- المديرية العامة لمناهضة التمييز.

كما قامت الإدارة بإدارة الوكالات والهيئات التالية:
- معهد الشباب.
- امجلس الشباب الاسباني.
- معهد المرأة.
- مجلس مشاركة المرأة.
- مجلس المساواة في المعاملة وعدم التمييز بين الأشخاص بحسب الأصل العرقي أو الإثني.

## روابط خارجية
- وزارة المساواة (في إسبانيا)